# مسرح سوق أهراس الجهوي
مسرح سوق أهراس الجهوي  يعود تاريخ إنشاء بناية مسرح مدينة سوق أهراس إلى سنة 1931 زمن الاحتلال الفرنسي، وتقدر طاقة استيعابها بنحو 650 مقعداً.

## تاريخ
ظلّت البناية بعد الاستقلال تابعة لأملاك بلدية سوق أهراس، مورست فيها بعض الأنشطة الثقافية والمسرحية القليلة إلى غاية التنازل عنه لوزارة الثقافة سنة 2008 بموجب المرسوم التنفيذي رقم: 08/320 المؤرخ في 11 شوال عام 1429 الموافق لـ 11 أكتوبر 2008، والمتضمن استحداث المسرح الجهـوي لسوق أهراس.
وغداة عملية ترميم وتجهيز واسعة، ورغم حداثة نشأته، إلاّ أنّ مسرح سوق أهراس استطاع أن يفتكّ مكانة متميزة في منظومة أبي الفنون بالجزائر.

## أعمال
وعبر مشاركاته المنتظمة في سائر المهرجانات الوطنية، حصد مسرح سوق أهراس عدة جوائز وتكريمات عن إنتاجاته البارزة:
- “الصاعدون إلى الأسفل”
- “التحولات”
- “الإمبراطور”
- ”كشرودة”.